# عيسى ماندي
عيسى ماندي (من مواليد 22 أكتوبر 1991 في شالون أن شمباني)، أصوله من الجزائر، لاعب كرة قدم جزائري، يلعب لصالح نادي ليل الفرنسيومنتخب الجزائر في مركز قلب دفاع.
الانجازات : كاس إفريقيا

## المسيرة الاحترافية

### رانس
بدأ ماندي لعب كرة القدم في سن 8 في ملعب سانت رانس. في 20 أغسطس 2010، شارك في أول مباراة له مع الفريق في مباراة في دوري الدرجة الثانية ضد لوهافر.

### بيتيس
في 30 يونيو 2016، وقع ماندي عقدا لمدة خمس سنوات مع ريال بيتيس في الدوري الاسباني.
ليل الفرنسي
وفي 1 أغسطس 2024 أعلن نادي ليل الفرنسي تعاقده مع "ماندي" قادماً من فياريال الإسباني بعقد يمتد حتى 2026.

## الأهداف الدولية
| الهدف | التاريخ      | المكان                               | الخصم   | النتيجة | الحصيلة | المنافسة                                   |
| ----- | ------------ | ------------------------------------ | ------- | ------- | ------- | ------------------------------------------ |
| 2     | 29 مارس 2016 | ملعب أديس أبابا، أديس أبابا، إثيوبيا | إثيوبيا | 2–2     | 3–3     | تصفيات كأس الأمم الأفريقية لكرة القدم 2017 |

## روابط خارجية
- عيسى ماندي على موقع الاتحاد الدولي (مؤرشف)  (الإنجليزية)
- عيسى ماندي على موقع الاتحاد الأوربي (الإنجليزية)
- عيسى ماندي على موقع رابطة كرة القدم الفرنسية للمحترفين (الإنجليزية)
- عيسى ماندي على موقع قاعدة بيانات كرة القدم.إي يو (الإنجليزية)
- عيسى ماندي على موقع ليكيب (الفرنسية)
- عيسى ماندي على موقع ناشيونال فوتبول تيمز (الإنجليزية)
- عيسى ماندي على موقع Soccerbase.com (لاعب) (الإنجليزية)
- عيسى ماندي على موقع Soccerway.com (الإنجليزية)
- عيسى ماندي على موقع عالم كرة القدم.نت (الإنجليزية)
- عيسى ماندي على موقع كووورة